# ارباب حلقه‌ها: جنگ در شمال
«ارباب حلقه‌ها: جنگ در شمال» (انگلیسی: The Lord of the Rings: War in the North) یک بازی ویدئویی در سبک نقش‌آفرینی است که توسط برادران وارنر. اینتراکتیو اینترتیمنت و در سال ۲۰۱۱ و ۲۰۱۳ برای پلت‌فرم‌های اکس‌باکس ۳۶۰، پلی‌استیشن ۳، و مایکروسافت ویندوز منتشر شده‌است.